# Amoris laetitia
Amoris laetitia, in italiano La gioia dell'amore, è la seconda esortazione apostolica di papa Francesco. Benché porti la data del 19 marzo 2016, solennità di San Giuseppe, il testo è stato reso pubblico solo l'8 aprile successivo.
Il testo raccoglie le sintesi dei due sinodi sulla famiglia indetti da papa Francesco: quello straordinario del 2014, sul tema "Le sfide pastorali della famiglia nel contesto dell'evangelizzazione"; e quello ordinario del 2015 sul tema "La vocazione e la missione della famiglia nella Chiesa e nel mondo contemporaneo".
Subito dopo la pubblicazione, ha suscitato un ampio dibattito riguardo ad alcuni punti controversi del testo.

## Contenuto
Dopo una breve introduzione, l'esortazione apostolica si articola in nove capitoli e 41 sottocapitoli.
1. Alla luce della parola
2. La realtà e le sfide delle famiglie
3. Lo sguardo rivolto a Gesù: la vocazione della famiglia
4. L'amore nel matrimonio
5. L'amore che diventa fecondo
6. Alcune prospettive pastorali
7. Rafforzare l'educazione dei figli
8. Accompagnare, discernere e integrare la fragilità
9. Spiritualità coniugale e familiare.

Le fonti sono ampie citazioni dei due sinodi sulla famiglia convocati nel 2014 e 2015, Martin Luther King, Erich Fromm, la Gaudium et spes del Vaticano II, la Humanae vitae di Paolo VI, la Familiaris consortio di Giovanni Paolo II e il film Il pranzo di Babette, ricordato per spiegare il concetto di gratuità dell'amore.

### Introduzione
Papa Francesco ha iniziato l'opera notando le divisioni di opinione durante i sinodi: 
"I dibattiti portati all'attenzione dai media, in certe pubblicazioni e persino tra i ministeri della chiesa, spaziano da un immoderato desiderio di un totale cambiamento senza sufficienti riflessioni o sondaggi, verso un'attitudine che vorrebbe risolvere tutto con l'applicazione di regole generali o derivando conclusioni da particolari considerazioni teologiche." Il papa ad ogni modo non propone una risoluzione per queste differenze tramite l'imposizione dell'unità: "L'unità di insegnamento e pratica è necessaria nella Chiesa, ma questo non preclude varie vie di interpretare alcuni aspetti degli insegnamenti [...]. Che lo Spirito ad ogni modo ci guidi sempre a comprendere la completa verità [...]" (paragrafo 3)
Egli ammonisce inoltre il lettore del documento: "Non raccomando una lettura frettolosa del testo" chiedendo al lettore di considerarlo "pazientemente e attentamente" (paragrafo 7). Un commentatore dell'opera l'ha ritenuta una ricca riflessione e una risposta alle critiche alla relazione finale del sinodo dei vescovi del 2015 che si è concentrato più sulle pratiche sociologiche che sulle Scritture.

### Alla luce della parola
Questo capitolo rappresenta una "meditazione biblica sui punti chiave del matrimonio e della vita famigliare" ed include una sezione sull'importanza del lavoro. Secondo alcuni "si basa su una collezione di Scritture che però non si agganciano tra loro" con "alcuni buoni passaggi" come una immaginaria discussione tra Eva ed Adamo come componenti della prima famiglia.

### La realtà e le sfide delle famiglie
Qui papa Francesco considera la realtà contemporanea della vita familiare, vagliando i cambiamenti unici con cui essa si deve confrontare, inclusi i fenomeni come immigrazione, mancanza di case, disattenzione alle disabilità, mancanza di rispetto degli anziani e "rifiuto ideologico delle differenze tra i sessi." Egli conclude che solo adottando un punto di vista di realismo possiamo evitare nozioni astratte e artificiose sul matrimonio che hanno poco a che fare con le vere esperienze con le famiglie del mondo

### Lo sguardo rivolto a Gesù: la vocazione della famiglia
Il capitolo terzo si occupa della vocazione della famiglia secondo la tradizione cattolica ed i vangeli. Esso si concentra sulla natura sacramentale del matrimonio, sulla sua indissolubilità e sul suo ruolo nella trasmissione della vita. Questo capitolo include anche "situazioni imperfette" e "famiglie ferite" e chiama i pastori a "esercitare attento discernimento delle situazioni" (Familiaris Consortio, 84).

### L'amore nel matrimonio
Francesco esamina ogni singola frase del passaggio della Lettera di San Paolo ai Corinzi circa l'amore. La progressiva "trasformazione dell'amore" che ha luogo nel matrimonio è un punto focale e di come il continuo rinnovamento dell'amore nel rapporto sia necessario.

### L'amore che diventa fecondo
In questo capitolo il punto centrale è interamente dedicato alla procreazione nel matrimonio. Francesco discute le questioni spirituali e psicologiche che entrano in gioco con l'accoglienza di una nuova vita al mondo, e tocca fasi come l'adozione ed il ruolo delle famiglie estese. È interessante come l’Amoris Laetitia non parli solo della "famiglia nucleare", insistendo che la famiglia debba essere concepita come un nucleo in connessione con altre relazioni (paragrafo 187).

### Alcune prospettive pastorali
Il capitolo sei si rivolge ai ministri che devono accompagnare le coppie nei loro primi anni di matrimonio, che nella cultura contemporanea rischiano maggiormente in quel periodo. Questa discussione porta naturalmente a discutere di quelle persone abbandonate, separate o divorziate, rendendo necessarie le prescrizioni adottate recentemente dalla Santa Sede. Il papa inoltre parla alle famiglie in cui vi sono membri con tendenze omosessuali. Si parla inoltre della morte e della vedovanza.

### Rafforzare l'educazione dei figli
Come suggerito dal titolo, il capitolo sette è incentrato sulla pedagogia. Il papa incoraggia la formazione etica, la disciplina, le punizioni prudenti, il realismo e l'educazione sessuale adeguata, ammonendo contro le tendenze di chi vuole controllare ogni esperienza dei bambini classificandolo come un desiderio di dominare. Al contrario, Francesco chiede ai genitori di aiutare i figli a crescere in libertà così da raggiungere in autonomia la coscienza di sviluppo e disciplina

### Accompagnare, discernere e integrare la fragilità
Il capitolo otto si focalizza sulla cura pastorale dei membri della chiesa verso i divorziati e risposati, su quanti sono interessati da queste "unioni irregolari". Gran parte delle critiche all'Amoris laetitia si sono incentrate su questo capitolo. Se il documento non dice esplicitamente che va concessa la comunione anche a persone divorziate e risposate civilmente, i critici ritengono che il testo sia tanto ambiguo da portare alla conclusione che tale atto sia permissibile. Secondo altri, Francesco starebbe semplicemente spostando l'enfasi sulla questione, chiedendo ai pastori di "prendere coscienza sulla necessità di integrare i divorziati ed i risposati nella vita della Chiesa, e che questo è molto più importante della chiarezza teologica."

### Spiritualità coniugale e familiare
Il capitolo conclusivo è dedicato alla spiritualità coniugale e familiare. Tutti, a partire dal gruppo famiglia, sono chiamati a crescere, svilupparsi e maturare, aiutandosi reciprocamente nelle debolezze e nelle limitazioni di ciascuno.

## Reazioni

### Pubblicazione
Alla conferenza stampa sponsorizzata dall'Ufficio Stampa del Vaticano, il cardinale Christoph Schönborn, O.P., arcivescovo di Vienna, ed il cardinale Lorenzo Baldisseri, Segretario Generale del Sinodo dei Vescovi, assieme a Franco Miano e Giuseppina De Simone, una coppia sposata, entrambi insegnanti che hanno partecipato ai sinodi, hanno discusso il documento. Schönborn ha scherzato quando alcuni giornalisti gli hanno rivolto delle domande sulla nota a piè di pagina n. 351, che riguarda la questione controversa dell'accesso alla comunione per divorziati e rimaritati civilmente: "Sono sorpreso del fatto che tutti abbiano letto questa nota a piè di pagina! Ma papa Francesco intende presentare una fotografia ad ampio raggio, non focalizzarsi su un unico punto".
Schönborn ha inoltre positivamente evidenziato come durante il sinodo diversi gruppi di discussione abbiano iniziato a portare le loro storie famigliari, scoprendo lati interessanti in relazione ai lavori sinodali. Egli stesso ha portato la propria esperienza (i suoi genitori divorziarono quando egli aveva appena 14 anni) che l'ha fatto pensare ad un modo per "andare oltre l'artificiale, il superficiale, una divisione netta tra regolare e irregolare, ponendo ciascuno sotto la lente comune del Vangelo, in accordo con quanto detto da San Paolo: "Dio ha consegnato tutti gli uomini alla disobbedienza, per usare con tutti misericordia".

### Reazioni iniziali
Le reazioni iniziali hanno evidenziato diverse problematiche circa dei temi contemporanei della moralità e della pratica della chiesa nelle discussioni relative a comunione, divorzio, costumi sessuali e pratica pastorale.
Sin dalla sua pubblicazione, era chiaro che l’Amoris laetitia sarebbe stata foriera di potenziali cambiamenti negli insegnamenti della Chiesa in particolare sulla possibilità di ricevere la comunione eucaristica da parte dei risposati e nei divorziati civili, ai quali papa Francesco si dice abbia implicitamente fatto riferimento nella nota n. 351 che cita testualmente:
Alcuni commentatori hanno segnalato apparenti contraddizioni tra questa nota a piè di pagina e le esortazioni apostoliche Familiaris consortio e Reconciliatio et paenitentiae di papa Giovanni Paolo II. Quando venne interrogato direttamente sulle relazioni tra il lavoro di Francesco con la Familiaris consortio, in particolare nella parte in cui si dice che i divorziati risposati debbano vivere "come fratelli e sorelle" così da poter essere in comunione, il cardinale Schönborn disse che entrambi lavori hanno il medesimo impianto: "non vi sono cambiamenti, bensì uno sviluppo". Alcuni tradizionalisti, tra cui il vescovo kazako Athanasius Schneider ed il gruppo inglese "Voice of the Family", hanno apertamente criticato l'esortazione di papa Francesco. Voice of the Family ha chiesto al papa "di riconoscere i gravi errori presenti nell'esortazione apostolica Amoris Laetitia recentemente pubblicata, in particolare in quelle sezioni dove si vuole portare alla dissacrazione dell'eucaristia ed alle minacce verso i nostri figli, ed a ritirare l'esortazione apostolica con effetto immediato". Edward N. Peters, referendario della Signatura Apostolica, ha scritto a tal proposito che l’Amoris laetitia "non è un documento legislativo, non contiene linguaggi legislativi o interpretativi, e non mette in discussione il can. 915". Pertanto su questa base il diritto canonico non è in discussione: i matrimoni cattolici irregolari non hanno diritto ad accedere all'eucaristia.

### Richiesta di chiarificazioni: idubiae la "correzione filiale"
Nel giugno del 2016, un gruppo di 45 studiosi cattolici inviarono una lettera a tutti i cardinali nella quale si chiedeva che papa Francesco ripudiasse un "numero di elementi che possono essere intesi in una maniera contraria alla fede ed alla morale cattolica".
Negli ultimi mesi del 2016, il dibattito sull’Amoris laetitia è continuato. Quattro cardinali (Raymond Burke, Carlo Caffarra, Walter Brandmüller, Joachim Meisner) hanno, sia formalmente che privatamente, chiesto a papa Francesco dei chiarimenti. Hanno sottoscritto cinque dubia (dubbi), con una risposta sì o no. Papa Francesco ha rifiutato di rispondere ed i cardinali pertanto hanno aperto il confronto al pubblico. Le loro domande si sono focalizzate prevalentemente sul cap. 8 dell'esortazione apostolica, "dove vi sono delle circostanze con le quali divorziati e risposati civili possono ricevere la comunione, quando pure vi siano in vigore delle "norme assolutamente morali" che proibiscono ai cattolici di compiere tali atti, e di come il papa intenda gli insegnamenti della chiesa cattolica in coscienza di decisioni morali."
Alcuni prelati e studiosi cattolici, tra cui i cardinali Paul Josef Cordes e Renato Martino, i vescovi Athanasius Schneider e James Conley, ed il filosofo tedesco Robert Spaemann, hanno espresso supporto a tale iniziativa. Il cardinale George Pell chiese: "come si può non essere d'accordo su una domanda?" Nel dicembre del 2016, il prefetto della Congregazione per la dottrina della fede, il cardinale Gerhard Müller, se da un lato ha dichiarato che la Congregazione non aveva intenzione di entrare nel merito della controversia, ha indicato di non credere nella possibilità di cambiare la dottrina della comunione.
A Oxford, il filosofo John Finnis ed il teologo Germain Grisez hanno espresso i loro concetti in una lettera dettagliata, chiedendo al papa di condannare otto posizioni contro la fede cattolica "che sono supportate, o potrebbero esserlo" dall'Amoris laetitia.
Ad ogni modo, secondo il consigliere di papa Francesco, Antonio Spadaro, le controversie sulla comunione hanno già avuto risposta. L'arcivescovo di Brisbane Mark Benedict Coleridge disse che i prelati favorevoli a supportare i dubia stavano inseguendo una "falsa chiarezza". In linea con questa visione, da alcuni è stato suggerito che papa Francesco si sia rifiutato di rispondere ai dubia per enfatizzare un approccio più umano e pastorale, de-enfatizzando il ruolo legale del documento.
In una lettera privata consegnata a mano il 6 maggio 2017 a papa Francesco, il cardinale Carlo Caffarra, per conto dei quattro cardinali, ha chiesto udienza al papa. Caffarra ha indicato che "le interpretazioni di alcuni passaggi oggettivamente ambigui" dell’Amoris Laetitia sono state date "non in forma divergente, ma del tutto contraria al magistero permanente della Chiesa". A giugno, non avendo ancora ricevuto risposta dal pontefice, i cardinali hanno reso la questione pubblica ancora una volta.
A luglio del 2017 un gruppo di conservatori del clero, dell'università e laici, tra i quali l'intellettuale tedesco Martin Mosebach, l'ex Presidente dello IOR, Ettore Gotti Tedeschi e il vescovo Bernard Fellay, superiore della Fraternità sacerdotale San Pio X, hanno siglato un documento chiamato Correctio filialis ("Correzione Filiale") all'opera di papa Francesco. Il documento di venticinque pagine viene inviato l'11 agosto con le firme di 61 laici e reso pubblico a settembre dopo l'ennesima mancata risposta da parte della Santa Sede. Esso critica il papa accusandolo di aver promosso sette proposizioni eretiche nelle proprie parole, azioni e omissioni, nel suo pontificato. La correzione filiale è un'iniziativa rara nel corso della storia della chiesa: la prima correzione è stata fatta all'epoca di papa Giovanni XXII, ammonito nel 1333.
Secondo Ross Douthat, con i dubia, la Chiesa Cattolica Romana è "entrata in una terra incognita."

### Implementazione
A livello pratico, divergenze di interpretazione si sono presentate tra i vescovi. Alcuni vescovi hanno pubblicato delle linee guida per le loro diocesi insistendo sul fatto che divorziati e risposati civilmente debbano rimanere ineleggibili ai sacramenti di riconciliazione ed eucaristia a meno che non dimostrino di vivere in continenza, mentre altri vescovi hanno aperto a tutti la possibilità di questi sacramenti. In una lettera privata al vescovo di Buenos Aires, papa
Francesco ha dichiarato di essere d'accordo su un'interpretazione più aperta del testo. Un rescritto allegato agli Acta Sanctae Sedis afferma che l'Amoris laetitia e la nota esplicativa del capitolo VIII redatta dalla sezione pastorale della Diocesi di Buenos Aires, dal titolo Criteri di base per l’applicazione del capitolo VIII di Amoris laetitia, sono velut Magisterium authenticum,vale a dire appartengono al Magistero ordinario.
L'8 gennaio 2017, i due vescovi di Malta hanno rilasciato le seguenti linee guida "per l'Applicazione del Capitolo VIII dell' Amoris Laetitia." Le linee guida sono state pubblicate dal giornale semi-ufficiale del vaticano, L'Osservatore Romano, sei giorni dopo. In tali indicazioni si ribadisce che, dopo un serio processo di discernimento, coppie di divorziati e risposati civili possano ricevere la Santa Comunione se si sentono "in pace con Dio". Queste linee guida sono state immediatamente criticate dai conservatori come un "disastro". Nel contempo, il vescovo Steven Lopes ha emesso una lettera pastorale ammettendo divorziati e risposati civili all'assoluzione e alla comunione solo se avessero perseguito "una completa continenza". Secondo il vescovo Lopes, la "coscienza" non può giustificare l'accesso alla comunione per i risposati civili.
In reazione a queste linee guida sulla comunione, tre vescovi kazaki hanno inviato una lettera congiunta al pontefice implorandolo di "confermare l'assoluta immutabilità della prassi della Chiesa relativamente all'indissolubilità del matrimonio". In questo stesso appello, i tre hanno riportato anche come le recenti "guide pastorali abbiano già contraddetto l'universale tradizione della Chiesa Cattolica."
Il cardinale Caffarra, uno degli autori dei dubia, ha dichiarato dopo la pubblicazione dell'Amoris laetitia che "solo un cieco può negare che vi sia una grande confusione, incertezza e insicurezza nella chiesa."
Il 1 febbraio 2017, la Conferenza dei Vescovi Tedeschi ha pubblicato delle linee guida considerate come l'interpretazione più ampia dell'Amoris laetitia permettendo quindi la comunione anche a divorziati e risposati civilmente solo in certi casi che comprendono situazioni difficili.
Il 14 febbraio 2017, il cardinale Francesco Coccopalmerio, presidente del Pontificio Consiglio per i Testi Legislativi che si occupa di interpretare le leggi della chiesa, ha pubblicato un libriccino di 50 pagine stabilendo che nel capitolo 8 dell'Amoris laetitia venga permessa la comunione solo a quei divorziati e solo per quelle coppie che si siano risposate in seno alle normative della chiesa cattolica. Coccopalmerio ha ribadito inoltre che se divorziati e risposati possono ricevere la comunione se seriamente intenzionati a cambiare la loro situazione, non possono riceverla per mero atto del loro desiderio. Le sue posizioni sono state criticate nel famoso TV show cattolico della EWTN dal titolo The World Over.
Il cardinale Gerhard Müller, prefetto della Congregazione per la dottrina della fede, ha ribadito che l'Amoris Laetitia debba essere interpretata meramente in linea con la dottrina e che con essa non vi è un cambiamento nella disciplina della Chiesa. In questa visione, divorziati e risposati civili possono avere accesso ai sacramenti di Riconciliazione e Comunione solo se si astengono da relazioni sessuali tra di loro.

### Summa familiae cura
Il 19 settembre 2017, esattamente un anno dopo la pubblicazione della lettera dei quattro cardinali nella quale si chiedevano chiarimenti circa l’Amoris laetitia, papa Francesco ha promulgato un motu proprio dal titolo Summa familiae cura che ha rinominato ed espanso la missione del Pontificio Istituto Teologico per il Matrimonio e le Scienze Famigliari voluto da Giovanni Paolo II. Il papa ha scritto che le volontà di Giovanni Paolo II espresse nel sinodo del 1980 e nella Familiaris Consortio che ha fondato l'istituto, sono state ampliate col sinodo dei vescovi nel 2014 e nell’Amoris laetitia del 2015. Il giornale francese La Croix ha dichiarato che questa "è una risposta chiara" a quella lettera.
Nell'ottobre 2023 il Dicastero per la Dottrina della Fede ha affermato che l'esortazione apostolica fa parte del Magistero ordinario, come risulta dagli Acta Sanctae Sedis.